# Lista nagród i nominacji Sylwii Grzeszczak
Artykuł przedstawia listę nagród oraz nominacji zdobytych przez polską piosenkarkę Sylwię Grzeszczak.
Pierwszym samodzielnym osiągnięciem, które otrzymała Grzeszczak była statuetka Eska Music Award w 2009 roku w kategorii Artystka roku.
Artystka została laureatką takich nagród jak Eska Music Awards, Superjedynki, VIVA Comet, TOPtrendy czy Mikrofony Popcornu. Praktycznie w każdym z nich była również nominowana.

## Lista nagród i nominacji

### Eska Music Awards
| Rok  | Kategoria                                            | Rezultat  |
| ---- | ---------------------------------------------------- | --------- |
| 2009 | Artystka roku                                        | Wygrana   |
| 2009 | Radiowy debiut roku                                  | Nominacja |
| 2009 | Album roku (Ona i On z Liberem)                      | Wygrana   |
| 2009 | Hit roku („Nowe szanse” z Liberem)                   | Nominacja |
| 2012 | Artystka roku                                        | Wygrana   |
| 2012 | Płyta roku (Sen o przyszłości)                       | Wygrana   |
| 2012 | Piosenka roku („Małe rzeczy”)                        | Nominacja |
| 2012 | Teledysk roku („Sen o przyszłości”)                  | Wygrana   |
| 2013 | Najlepsza artystka                                   | Wygrana   |
| 2013 | eskaGO Award – Najlepszy artysta w sieci             | Nominacja |
| 2014 | Najlepsza artystka                                   | Wygrana   |
| 2016 | Najlepsza artystka                                   | Wygrana   |
| 2016 | Najlepszy hit („Tamta dziewczyna”)                   | Nominacja |
| 2016 | Eska TV Award – Najlepsze video („Tamta dziewczyna”) | Wygrana   |

### Superjedynki
| Rok  | Kategoria                                   | Rezultat  |
| ---- | ------------------------------------------- | --------- |
| 2009 | Przebój roku („Co z nami będzie” z Liberem) | Nominacje |
| 2009 | Płyta roku (Ona i On z Liberem)             | Nominacja |
| 2012 | Płyta roku (Sen o przyszłości)              | Wygrana   |
| 2012 | SuperArtystka                               | Wygrana   |
| 2012 | SuperPrzebój („Małe rzeczy”)                | Nominacja |
| 2014 | SuperArtystka                               | Wygrana   |
| 2014 | SuperAlbum (Komponując siebie)              | Nominacja |
| 2014 | SuperPrzebój („Księżniczka”)                | Nominacja |

### TOPtrendy
| Rok  | Kategoria                                                     | Rezultat   |
| ---- | ------------------------------------------------------------- | ---------- |
| 2012 | Najlepiej sprzedająca się płyta 2011 roku (Sen o przyszłości) | 3. miejsce |
| 2013 | Największe przeboje roku („Flirt”)                            | Nominacja  |
| 2014 | Najlepiej sprzedająca się płyta 2013 roku (Komponując siebie) | 3. miejsce |
| 2014 | Największe przeboje roku („Księżniczka”)                      | Wygrana    |

### Wiktory
| Rok  | Kategoria        | Rezultat  |
| ---- | ---------------- | --------- |
| 2014 | Gwiazda piosenki | Nominacja |

### Konkursy OGAE
| Rok  | Kategoria                                                      | Rezultat   |
| ---- | -------------------------------------------------------------- | ---------- |
| 2011 | OGAE Video Contest – Teledysk („Małe rzeczy”)                  | 8. miejsce |
| 2011 | OGAE Video Contest – Teledysk („Muzyki moc”)                   | Nominacja  |
| 2015 | OGAE Song Contest 2015 („Kiedy tylko spojrzę” z Sound’n’Grace) | 3. miejsce |
| 2016 | OGAE Song Contest 2016 („Tamta dziewczyna”)                    | 9. miejsce |

### VIVA Comet
| Rok  | Kategoria                              | Rezultat  |
| ---- | -------------------------------------- | --------- |
| 2010 | Debiut roku                            | Nominacja |
| 2010 | Charts Award („Co z nami będzie”)      | Wygrana   |
| 2011 | Najlepsza na VIVA-TV.pl („Muzyki moc”) | Wygrana   |
| 2012 | Dzwonek roku („Małe rzeczy”)           | Nominacja |
| 2012 | Przebój roku („Małe rzeczy”)           | Wygrana   |
| 2012 | Płyta roku (Sen o przyszłości)         | Nominacja |

### Przebój roku FM
| Rok  | Kategoria                               | Rezultat   |
| ---- | --------------------------------------- | ---------- |
| 2011 | Przebój roku 2011 („Małe rzeczy”)       | 2. miejsce |
| 2011 | Przebój roku 2011 („Sen o przyszłości”) | 8. miejsce |

### Lato Zet i Dwójki
| Rok  | Kategoria                                                      | Rezultat |
| ---- | -------------------------------------------------------------- | -------- |
| 2011 | Najlepsza piosenka („Małe rzeczy”)                             | Wygrana  |
| 2015 | Przebój koncertu („Księżniczka” / „Pożyczony” / „Małe rzeczy”) | Wygrana  |

### Inne
| Rok  | Wydarzenie/Konkurs                         | Kategoria                                          | Rezultat   |
| ---- | ------------------------------------------ | -------------------------------------------------- | ---------- |
| 2008 | Sopot Hit Festiwal                         | Polski hit lata („Nowe szanse” z Liberem)          | 9. miejsce |
| 2009 | Mikrofony Popcornu                         | Polska – przebój roku („Co z nami będzie”)         | Wygrana    |
| 2011 | Festiwal Piosenki Rosyjskiej               | Rywalizacja o Złoty Samowar („Za Toboy”)           | 2. miejsce |
| 2012 | Nielsen Music                              | Najczęściej grana piosenka w radiu („Małe rzeczy”) | Wygrana    |
| 2013 | 50. KFPP w Opolu                           | SuperNagroda                                       | Wygrana    |
| 2013 | Muzodajnia                                 | Nagroda specjalna („Małe rzeczy”)                  | Wygrana    |
| 2014 | Polsat Sopot Festiwal                      | Słowik Publiczności („Księżniczka”)                | Nominacja  |
| 2015 | Telekamery 2015                            | Muzyka                                             | Wygrana    |
| 2015 | Osobowości i sukcesy roku 2015             | Osobowość roku w kat. muzyka                       | Wygrana    |
| 2016 | Przebój lata RMF FM i Polsatu              | Przebój lata 2016                                  | Wygrana    |
| 2018 | Polsat SuperHit Festiwal 2018              | Bursztynowy Słowik                                 | Wygrana    |
| 2018 | Polsat SuperHit Festiwal 2018              | Nagroda słuchaczy radia RMF FM                     | Wygrana    |
| 2018 | Polsat SuperHit Festiwal 2018              | Kryształowe Serce telewizji Polsat                 | Wygrana    |
| 2019 | Krajowy Festiwal Piosenki Polskiej w Opolu | Nagroda specjalna TVP1 za jubileusz twórczości     | Wygrana    |